# GespaTeatre
GespaTeatre és una companyia de teatre amateur catalana creada l'any 1965 a Palamós per Ramon Serra, Ramon Sarquella i el mossèn Xavier Ferrer. La majoria de les seves obres es representen al Teatre la Gorga de Palamós, però també es desplacen a altres llocs com el Teatre Municipal de Palafrugell, Teatre-Auditori Municipal Narcís de Masferrer de Sant Feliu de Guixols. En l'actualitat té la seu al teatre la Gorga de Palamós.
El grup es va originar quan un grup de joves palamosins amb alguns actors del grup Calderon –dissolt el 1964– van iniciar, pels volts de 1965, les representacions dels Pastorets, i van forjar des d'aquell moment una llarga trajectòria de treball constant i dedicació al foment del teatre a Palamós. L'any 1969 van representar El més petit de tots, de Folch i Torras, sota el nom d'Agrupació Teatral del Cine Club Palamós. A continuació van dur a termes obres d'entreteniment: Pi, noguera i castanyer, d'Àngel Millà i Lluís Casañas, El triomf de la carn i Gente bien, de Santiago Rusiñol.
Amb el tancament del teatre Conchs l'any 1986 a causa del seu estat ruïnós, la companyia es veu forçada a encetar una llarga etapa d'inactivitat, que duraria fins a l'any 2001, quan, amb la inauguració del remodelat teatre de la Gorga, i per una iniciativa de la regidoria de Cultura, la Gespa reinicia la seva activitat amb la representació de "Pastorets, una història diferent", una obra de producció pròpia, escrita per Telma Romaní, que fa un viatge per totes les obres representades per la companyia fins aleshores, i que aconsegueix aplegar dalt l'escenari més d'una cinquantena de antics membres de la companyia. Aquest serà el tret de sortida d'una nova etapa de la companyia, que segueix fins avui, amb constants incorporacions de persones i amb una producció continuada que ja ha assolit la xifra de 60 projectes teatrals al llarg de tota la seva història.
El de 2015 es va celebrar el cinquantè aniversari de la seva formació amb moltes activitats fins a finals de l'any 2015. Van rebre la medalla de la vila de mans de l'alcaldessa Teresa Ferrès, on l'actor Joan Lluís Bozzo va reconèixer la feina amateur de l'entitat. Entre les darreres obres representades, destaquen 1714. Bandera negra de Joan Gasull (2014), Dues dones que ballen, de Josep Maria Benet i Jornet (2014), L'Espera de Remo Binosi (2015), Tots eren fills meus, d'Arthur Miller (2016), L'art de la comèdia, d'Eduardo de Filippo (2019), Últim avís (2022), i La Taverna del Calicó (2023).